# Fujiwara no Tomoie
Fujiwara no Tomoie (藤原知家?   1182 - 1258) fue un poeta y cortesano que vivió en las postrimerías de la era Heian y la primera mitad de la era Kamakura. Su abuelo fue Fujiwara no Shigeie y su tío fue Fujiwara no Ariie, tuvo como hijo a Kujō Yukiie. Es considerado como uno de los treinta y seis nuevos inmortales de la poesía.
En 1193 fue nombrado como Shōgoi y en 1195 fue gobernador de la provincia de Mimasaka. Hacia 1219 fue promovido a Jusanmi y en 1229 como Shōsanmi. En 1238 se enfermó gravemente y se convirtió en un monje budista tomando el nombre de Rensei (蓮性?), sin embargo no fallecería hasta 1258.
Como poeta participó en varios concursos de waka en 1215, 1216, 1218, 1229, 1232, 1235, 1246 y 1247. Algunos de sus poemas fueron incluidos en las antologías imperiales a partir del Shin Kokin Wakashū.